# Conzieu
Conzieu est une commune française, située dans le département de l'Ain en région Auvergne-Rhône-Alpes.
Les habitants de Conzieu sont les Conjolans et les Conjolanes.

## Géographie
Conzieu  est situé à 12 km au sud-ouest de Belley, au pied de la montagne de Tentanet. Elle fait partie de la zone d'appellation délimitée AOC des vins du Bugey.

### Communes limitrophes
Les communes limitrophes sont  Ambléon, Arboys en Bugey, Colomieu, Groslée-Saint-Benoit et Lhuis.

### Hydrographie

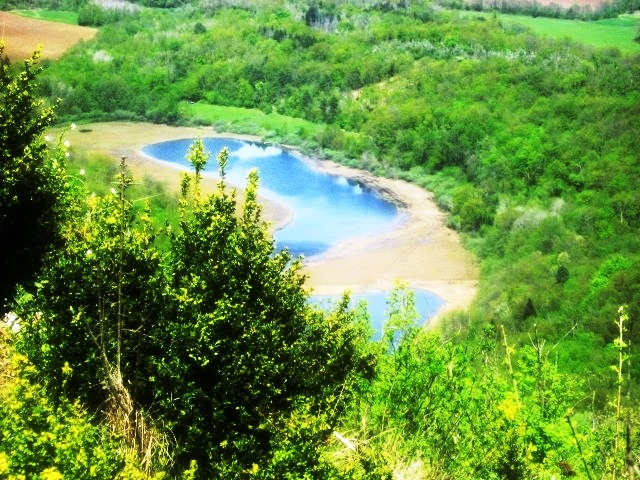
Deux des lacs de Conzieu.

Le Gland prend sa source sur le territoire de la commune, au nord-ouest du village.
Il y a trois petits lacs au sud, les lacs de Conzieu.

### Climat
Pour des articles plus généraux, voir Climat d'Auvergne-Rhône-Alpes et Climat de l'Ain.
En 2010, le climat de la commune est de type climat des marges montargnardes, selon une étude du CNRS s'appuyant sur une série de données couvrant la période 1971-2000. En 2020, Météo-France publie une typologie des climats de la France métropolitaine dans laquelle la commune est exposée à un climat de montagne ou de marges de montagne et est dans la région climatique Alpes du nord, caractérisée par une pluviométrie annuelle de 1 200 à 1 500 mm, irrégulièrement répartie en été.
Pour la période 1971-2000, la température annuelle moyenne est de 11,1 °C, avec une amplitude thermique annuelle de 18 °C. Le cumul annuel moyen de précipitations est de 1 316 mm, avec 9,9 jours de précipitations en janvier et 7,8 jours en juillet. Pour la période 1991-2020, la température moyenne annuelle observée sur la station météorologique de Météo-France la plus proche, « Belley Man », sur la commune de Belley à 7 km à vol d'oiseau, est de 12,1 °C et le cumul annuel moyen de précipitations est de 1 099,8 mm,. Pour l'avenir, les paramètres climatiques de la commune estimés pour 2050 selon différents scénarios d'émission de gaz à effet de serre sont consultables sur un site dédié publié par Météo-France en novembre 2022.

## Urbanisme

### Typologie
Au 1er janvier 2024, Conzieu est catégorisée commune rurale à habitat dispersé, selon la nouvelle grille communale de densité à 7 niveaux définie par l'Insee en 2022.
Elle est située hors unité urbaine. Par ailleurs la commune fait partie de l'aire d'attraction de Belley, dont elle est une commune de la couronne,. Cette aire, qui regroupe 31 communes, est catégorisée dans les aires de moins de 50 000 habitants,.

### Occupation des sols
L'occupation des sols de la commune, telle qu'elle ressort de la base de données européenne d’occupation biophysique des sols Corine Land Cover (CLC), est marquée par l'importance des forêts et milieux semi-naturels (61,2 % en 2018), une proportion identique à celle de 1990 (61,2 %). La répartition détaillée en 2018 est la suivante : 
forêts (61,2 %), zones agricoles hétérogènes (24,6 %), prairies (7,6 %), eaux continentales (3,7 %), zones urbanisées (2,9 %).
L'évolution de l’occupation des sols de la commune et de ses infrastructures peut être observée sur les différentes représentations cartographiques du territoire : la carte de Cassini (XVIIIe siècle), la carte d'état-major (1820-1866) et les cartes ou photos aériennes de l'IGN pour la période actuelle (1950 à aujourd'hui).

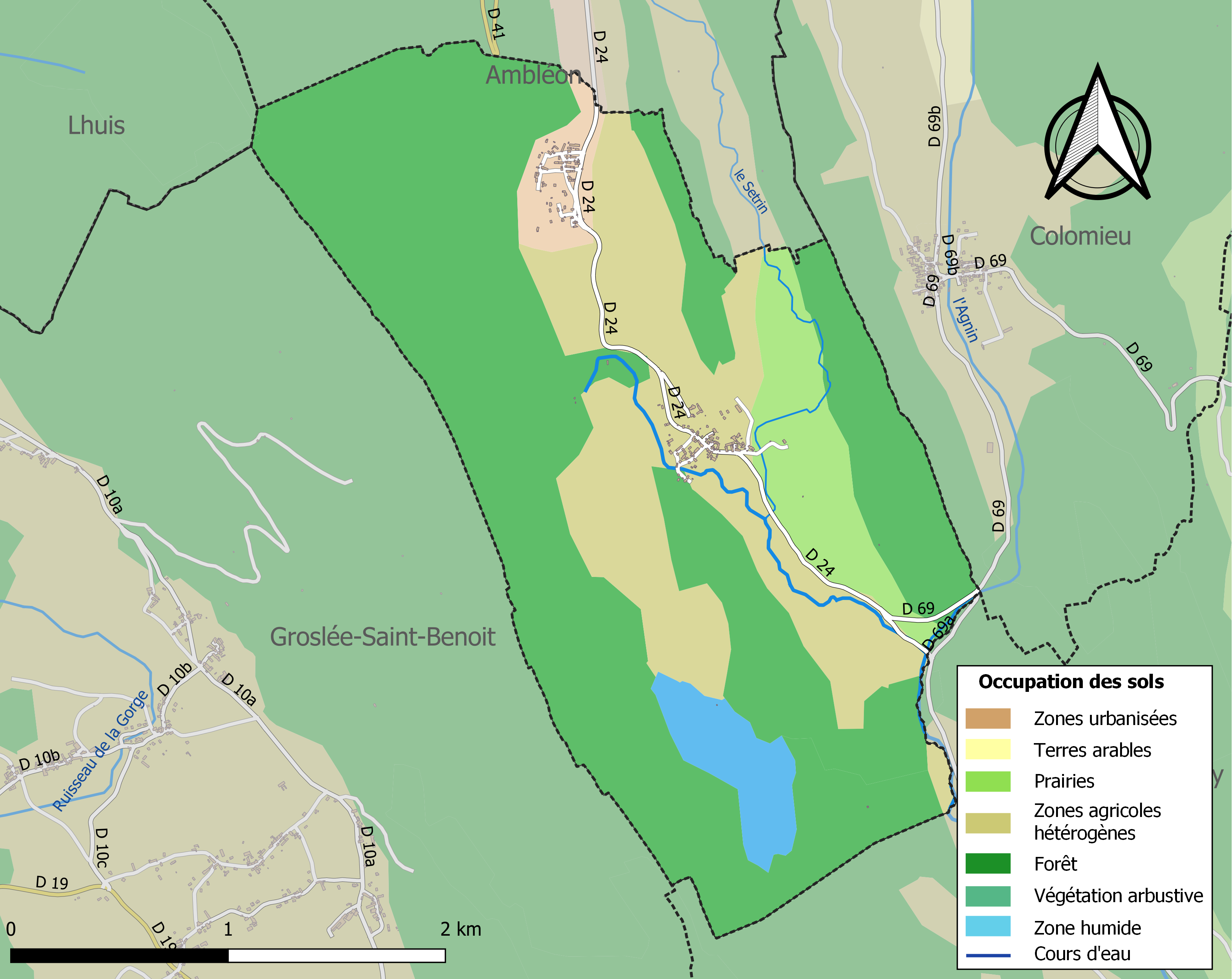
Carte des infrastructures et de l'occupation des sols de la commune en 2018 (CLC).

### Habitat et logement
En 2018, le nombre total de logements dans la commune était de 85, alors qu'il était de 84 en 2013 et de 78 en 2008.
Parmi ces logements, 67,5 % étaient des résidences principales, 26,7 % des résidences secondaires et 5,8 % des logements vacants. Ces logements étaient pour 96,5 % d'entre eux des maisons individuelles et pour 2,3 % des appartements.
Le tableau ci-dessous présente la typologie des logements à Conzieu en 2018 en comparaison avec celle de l'Ain et de la France entière. Une caractéristique marquante du parc de logements est ainsi une proportion de résidences secondaires et logements occasionnels (26,7 %) supérieure à celle du département (5,5 %) et à celle de la France entière (9,7 %). Concernant le statut d'occupation de ces logements, 75,9 % des habitants de la commune sont propriétaires de leur logement (83,3 % en 2013), contre 62,4 % pour l'Ain et 57,5 % pour la France entière.
| Typologie                                               | Conzieu | Ain  | France entière |
| ------------------------------------------------------- | ------- | ---- | -------------- |
| Résidences principales (en %)                           | 67,5    | 86,3 | 82,1           |
| Résidences secondaires et logements occasionnels (en %) | 26,7    | 5,5  | 9,7            |
| Logements vacants (en %)                                | 5,8     | 8,1  | 8,2            |

## Histoire
Village bâti au pied de la colline où se trouvait un prieuré clunisien du Xe siècle. L'église est placée sous le vocable de Saint-Sébastien.

## Politique et administration

### Rattachements administratifs et électoraux

#### Rattachements administratifs
La commune se trouve dans l'arrondissement de Belley du département de l'Ain.
Elle faisait partie depuis 1801 du canton de Belley. Dans le cadre du redécoupage cantonal de 2014 en France, cette circonscription administrative territoriale a disparu, et le canton n'est plus qu'une circonscription électorale.

#### Rattachements électoraux
Pour les élections départementales, la commune fait partie depuis 2014 d'un nouveau  canton de Belley, porté de 24 à 37 communes lors de sa création.
Pour l'élection des députés, elle fait partie de la troisième circonscription de l'Aindepuis le dernier découpage électoral de 2010.

### Intercommunalité
Conzieu était membre de la communauté de communes Belley Bas Bugey, un établissement public de coopération intercommunale (EPCI) à fiscalité propre créé fin 2000 et auquel la commune avait transféré un certain nombre de ses compétences, dans les conditions déterminées par le code général des collectivités territoriales.
Conformément aux prescriptions de la loi de réforme des collectivités territoriales du 16 décembre 2010, qui a prévu le renforcement et la simplification des intercommunalités et la constitution de structures intercommunales de grande taille, cette intercommunalité a fusionné avec ses voisines  pour former, le 1er janvier 2014, la communauté de communes Bugey Sud, dont est désormais membre la commune.

### Liste des maires
| Période                                  | Période                        | Identité        | Étiquette | Qualité               |
| ---------------------------------------- | ------------------------------ | --------------- | --------- | --------------------- |
| Les données manquantes sont à compléter. |                                |                 |           |                       |
| avant 1981                               |                                | Raymond Brachet | DVG       |                       |
| Les données manquantes sont à compléter. |                                |                 |           |                       |
| 1995                                     | 2001                           | Roger Landot    | SE        | Pépiniériste viticole |
| 2001                                     | 2014                           | Baptiste Landot | SE        |                       |
| 2014                                     | 2022                           | Guy Janet       | SE        | Retraité              |
| septembre 2022                           | En cours (au 16 décembre 2022) | Pascal Pezant   |           | agriculteur retraité  |

## Population et société

### Démographie
L'évolution du nombre d'habitants est connue à travers les recensements de la population effectués dans la commune depuis 1793. Pour les communes de moins de 10 000 habitants, une enquête de recensement portant sur toute la population est réalisée tous les cinq ans, les populations de référence des années intermédiaires étant quant à elles estimées par interpolation ou extrapolation. Pour la commune, le premier recensement exhaustif entrant dans le cadre du nouveau dispositif a été réalisé en 2004.

En 2022, la commune comptait 148 habitants, en évolution de +1,37 % par rapport à 2016 (Ain : +5,15 %, France hors Mayotte : +2,11 %).
| 1793 | 1800 | 1806 | 1821 | 1831 | 1836 | 1841 | 1846 | 1851 |
| ---- | ---- | ---- | ---- | ---- | ---- | ---- | ---- | ---- |
| 294  | 324  | 357  | 358  | 403  | 353  | 367  | 351  | 335  |

| 1856 | 1861 | 1866 | 1872 | 1876 | 1881 | 1886 | 1891 | 1896 |
| ---- | ---- | ---- | ---- | ---- | ---- | ---- | ---- | ---- |
| 306  | 278  | 281  | 278  | 277  | 304  | 288  | 290  | 293  |

| 1901 | 1906 | 1911 | 1921 | 1926 | 1931 | 1936 | 1946 | 1954 |
| ---- | ---- | ---- | ---- | ---- | ---- | ---- | ---- | ---- |
| 287  | 243  | 236  | 194  | 187  | 148  | 139  | 132  | 111  |

| 1962 | 1968 | 1975 | 1982 | 1990 | 1999 | 2004 | 2006 | 2009 |
| ---- | ---- | ---- | ---- | ---- | ---- | ---- | ---- | ---- |
| 106  | 99   | 76   | 75   | 79   | 100  | 98   | 102  | 128  |

| 2014 | 2019 | 2022 | - | - | - | - | - | - |
| ---- | ---- | ---- | - | - | - | - | - | - |
| 147  | 151  | 148  | - | - | - | - | - | - |

## Culture et patrimoine

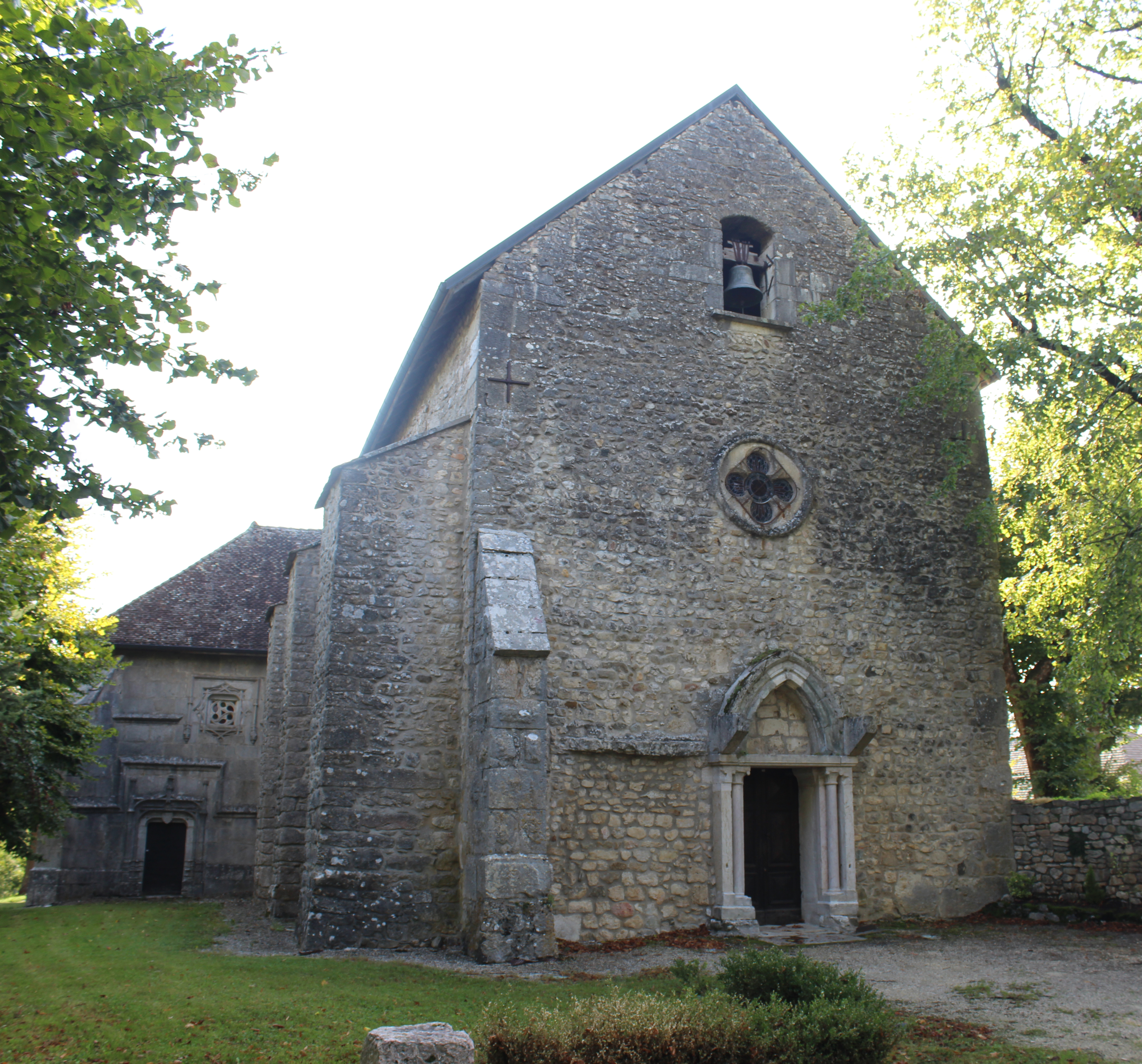
Église Saint-Sébastien.

### Lieux et monuments
- Église Saint-Sébastien des XIIe et XIIIe siècles, classée monument historique en 1908. Ancien prieuré clunisien - Cette église est en cours de restauration[21].
- Ruines du château de Montcarrat localisé sur le hameau de Crapéou.

## Pour approfondir